# 屋利啜
屋利啜，又作屈利啜，西突厥汗国贵族，乙毗射匮可汗属下重臣。
唐太宗贞观十五年（641年），联合弩失毕部逐乙毗咄陆可汗，率十姓部长遣使到唐朝请求将乙毗咄陆可汗废黜，改立乙毗射匮可汗，唐太宗同意他的请求。乙毗射匮可汗在北庭即位，屋利啜辅佐他治国。西突厥结好焉耆，为其弟聘娶焉耆王龙突骑支之女。焉耆王自恃有乙毗射匮可汗支持，对于唐朝拒不朝贡。贞观十八年（644年），唐安西都护郭孝恪伐焉耆，擒获龙突骑支，留焉耆王之弟龙栗婆准摄政。屋利啜乘唐军还军之际，率军相救，攻取焉耆，囚禁龙栗婆准。出兵追击唐军，被郭孝恪在银山击败。此后渐不任事。贞观二十二年（648年），唐军伐龟兹，屋利啜降唐。以后事迹失载。